# Antoni Boleda i Ribalta
Antoni Boleda i Ribalta (Tàrrega, 10 de setembre de 1945) és un escultor català. És un dels principals configuradors de l'escola artística targarina de la segona meitat del segle xx.

## Biografia
Després d'una època d'aprenentatge com a tallista joier a les Escoles Salesianes de Barcelona, va decidir dedicar-se a l'escultura. Al voltant de 1960 i fins 1962 va formar-se al taller d'Enric Monjo, on va treballar la imatgeria en pràcticament totes les tècniques tradicionals exceptuant la fosa en bronze. El 1962 va ingressar a l'Escola Superior de Belles Arts de Sant Jordi i davant l'oportunitat de treballar sota el mestratge directe de Joan Rebull, va abandonar momentàniament els estudis l'any 1964, per finalitzar-los a les darreries de la mateixa dècada, un cop realitzat el servei militar i havent obert taller propi a Tàrrega.
En aquesta època fou distingit amb diversos premis, i l'any 1971 li fou concedida la beca Amigó Cuyàs. D'aquesta manera, Boleda viatjà a Londres i conegué de prop l'obra de Henry Moore. Els anys setanta foren especialment prolífics per l'artista, que aplegà diversos premis i participà en diverses exposicions, al mateix temps que passava a formar part del cos de professors de l'Escola d'Arts i Oficis Ciutat de Balaguer. Tanmateix, la mort del seu pare l'any 1974 el feu retornar a Tàrrega, incorporant-se com a professor a l'Escola d'Arts i Oficis de la ciutat, institució educativa que passà a dirigir l'any 1980 després d'haver impartit classes d'història de l'art i dibuix artístic, i després d'haver impulsat la creació d'una aula d'escultura. Boleda exercí com a professor a l'escola fins a l'any 2006.

## Obra
La seva obra és normalment de format petit i mitjà per bé que també ha realitzat algunes obres monumentals, com la dedicada a Lluís Companys al Tarròs (1979). La temàtica artística té una presència destacada en la seva obra, on també s'hi compten diverses escultures religioses. Com als artistes de la seva generació, s'observen processos de simplificació, síntesi i depuració de les formes a mesura que avancen els anys, arribant a punts de veritable abstracció i minimalisme, assolits treballant indistintament amb marbre, pedra, fusta o argila.